# 1954年柏林会议
柏林会议（英語：Berlin Conference of 1954），是美国、英国、法国、苏联四大国的外交负责人在第二次世界大战后讨论朝鲜战争的停战、印度支那法国的撤军以及德国与奥地利的中立与归属问题。

## 参会代表
- 约翰·福斯特·杜勒斯（美国）
- 维亚切斯拉夫·米哈伊洛维奇·莫洛托夫（苏联）
- 安东尼·艾登（英国）
- 乔治·皮杜尔（法国）